# 215-я истребительная авиационная дивизия
 215-я истребительная авиационная Танненбергская Краснознамённая дивизия (215-я иад) — воинское соединение Вооружённых Сил СССР в Великой Отечественной войне.

## История наименований
- 28-я смешанная авиационная дивизия;
- ВВС 10-й армии;
- 215-я смешанная авиационная дивизия;
- 215-я истребительная авиационная дивизия;
- 215-я истребительная авиационная Танненбергская дивизия;
- 215-я истребительная авиационная Танненбергская Краснознамённая дивизия.

## Формирование
215-я истребительная авиационная дивизия образована переформированием 22 июня 1942 года 215-й смешанной авиационной дивизии на основании Приказа НКО СССР.

## Расформирование
215-я Танненбергская Краснознамённая истребительная авиационная дивизия расформирована в 4-й воздушной армии Северной группы войск в январе 1946 года.

## В действующей армии
В составе действующей армии:
- с 22 июня 1942 года по 17 июля 1942 года,
- с 1 ноября 1942 года по 29 апреля 1943 года,
- с 26 мая 1943 года по 30 сентября 1943 года,
- с 21 июня 1944 года по 8 сентября 1944 года,
- с 12 ноября 1944 года по 9 мая 1945 года.

## В составе объединений
| Дата          | Фронт (округ)                        | Армия                                | Корпус                                |
| ------------- | ------------------------------------ | ------------------------------------ | ------------------------------------- |
| 22.06.1942 г. | Западный фронт                       | 1-я воздушная армия                  | -                                     |
| 17.07.1942 г. | Резерв Верховного Главнокомандования | -                                    | -                                     |
| 01.08.1942 г. | Резерв Верховного Главнокомандования | 2-я истребительная авиационная армия | -                                     |
| 10.09.1942 г. | Резерв Верховного Главнокомандования | -                                    | 1-й истребительный авиационный корпус |
| 01.11.1942 г. | Калининский фронт                    | 3-я воздушная армия                  | 1-й истребительный авиационный корпус |
| 11.11.1942 г. | Калининский фронт                    | 3-я воздушная армия                  | 2-й истребительный авиационный корпус |
| 01.12.1942 г. | Волховский фронт                     | 14-я воздушная армия                 | 2-й истребительный авиационный корпус |
| 27.02.1943 г. | Калининский фронт                    | 3-я воздушная армия                  | 2-й истребительный авиационный корпус |
| 29.04.1943 г. | Резерв Верховного Главнокомандования | -                                    | 2-й истребительный авиационный корпус |
| 26.05.1943 г. | Западный фронт                       | 1-я воздушная армия                  | 2-й истребительный авиационный корпус |
| 23.06.1943 г. | Западный фронт                       | 1-я воздушная армия                  | 8-й истребительный авиационный корпус |
| 30.09.1943 г. | Резерв Верховного Главнокомандования | -                                    | 8-й истребительный авиационный корпус |
| 21.06.1944 г. | 1-й Белорусский фронт                | 16-я воздушная армия                 | 8-й истребительный авиационный корпус |
| 01.08.1944 г. | 2-й Белорусский фронт                | 4-я воздушная армия                  | 8-й истребительный авиационный корпус |
| 08.09.1944 г. | Резерв Верховного Главнокомандования | -                                    | 8-й истребительный авиационный корпус |
| 12.11.1944 г. | 2-й Белорусский фронт                | 4-я воздушная армия                  | 8-й истребительный авиационный корпус |
| 10.06.1945 г. | Северная группа войск                | 4-я воздушная армия                  | 8-й истребительный авиационный корпус |
| 01.01.1946 г. | Северная группа войск                | 4-я воздушная армия                  | расформирована                        |

## Части и отдельные подразделения дивизии
За весь период своего существования боевой состав дивизии претерпевал изменения, в различное время в её состав входили полки:
| Период                        | Части                                           |
| ----------------------------- | ----------------------------------------------- |
| 01.09.1942 г. — 25.06.1943 г. | 2-й гвардейский истребительный авиационный полк |
| 18.10.1942 г. — 26.12.1945 г. | 263-й истребительный авиационный полк           |
| 15.10.1942 г. — 18.10.1943 г. | 522-й истребительный авиационный полк           |
| 05.07.1942 г. — 23.07.1942 г. | 894-й истребительный авиационный полк           |
| 06.11.1943 г. — 05.01.1946 г. | 156-й истребительный авиационный полк           |
| 25.06.1943 г. — 24.12.1945 г. | 813-й истребительный авиационный полк           |
| 26.06.1944 г. — 10.08.1944 г. | 246-й истребительный авиационный полк           |

## Командир дивизии
| Звание                    | Имя                            | Период                  | Примечание                                               |
| ------------------------- | ------------------------------ | ----------------------- | -------------------------------------------------------- |
| Полковник                 | Самохин Иван Клементьевич      | 22.06.1942 — 23.07.1942 |                                                          |
| генерал-лейтенант авиации | Кравченко Григорий Пантелеевич | 23.07.1942 — 23.02.1943 | погиб в воздушном бою. Навечно зачислен в списки дивизии |
| Полковник                 | Якушин Михаил Нестерович       | 24.02.1943 — 01.01.1946 |                                                          |

## Участие в сражениях и битвах

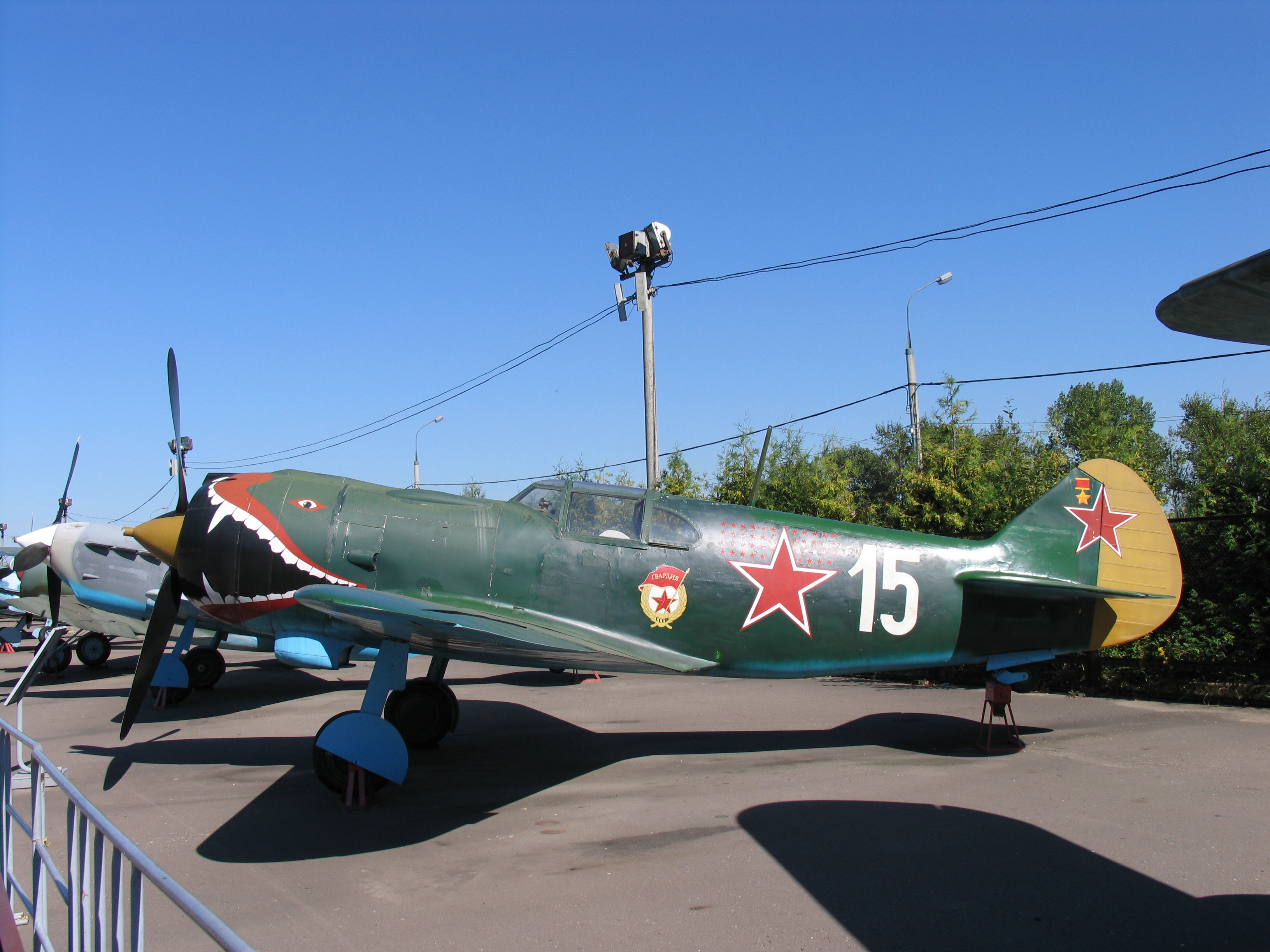
Истребитель Ла-5

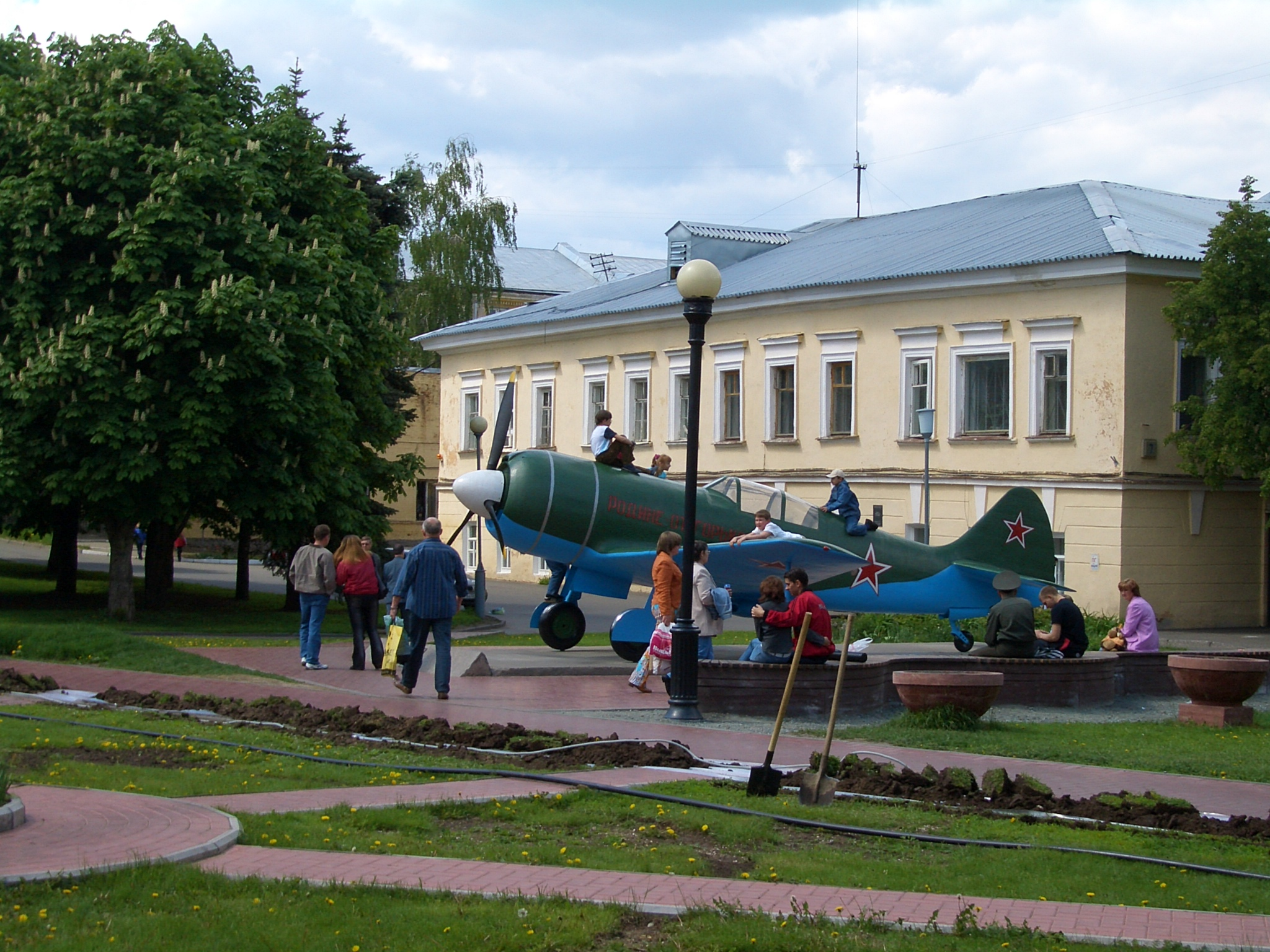
Ла-7

- Великолукская наступательная операция — с 24 ноября 1942 года по 20 января 1943 года.
- Прорыв блокады Ленинграда[3] — с 12 января 1943 года по 30 января 1943 года.
- Смоленская стратегическая наступательная операция (Операция «Суворов»)[4] — с 7 августа 1943 года по 2 октября 1943 года
  - Спас-Деменская операция[4] — с 7 августа 1943 года по 20 августа 1943 года
  - Смоленско-Рославльская наступательная операция — с 15 сентября 1943 года по 2 октября 1943 года.
- Белорусская стратегическая наступательная операция (Операция «Багратион»)[4] — с 23 июня 1944 года по 29 августа 1944 года.
- Бобруйская операция — с 24 июня 1944 года по 29 июня 1944 года.
- Барановичская операция — с 5 июля 1944 года по 16 июля 1944 года.
- Восточно-Прусская операция — с 13 января 1945 года по 25 апреля 1945 года.
- Восточно-Померанская операция[4] — с 10 февраля 1945 года по 4 апреля 1945 года.
- Берлинская операция[4] — с 16 апреля 1945 года по 8 мая 1945 года

## Почётные наименования
- 215-й истребительной авиационной дивизии присвоено почётное наименование «Танненбергская»[5].
- 156-му истребительному авиационному полку за отличие в боях за овладение городом Эльбинг 5 апреля 1945 года Приказом ВГК[6] присвоено почётное наименование «Эльбингский».
- 263-му истребительному авиационному полку 5 апреля 1945 года за отличие в боях за овладение городом Кезлин присвоено почётное наименование «Померанский»[7]
- 813-му истребительному авиационному полку 1 сентября 1944 года за отличие в боях за овладение городом и крепостью Осовец присвоено почётное наименование «Осовецкий»[8]

## Награды
- 215-я истребительная авиационная Танненбергская дивизия за образцовое выполнение заданий командования в боях с немецкими захватчиками при овладении городом и креапостью Гданьск (Данциг) и проявленные при этом доблесть и мужество Указом Президиума Верховного Совета СССР от 17 мая 1945 года награждена орденом Красного Знамени[9].
- 813-й Осовецкий истребительный авиационный полк за образцовое выполнение боевых заданий командования в боях с немецкими захватчиками при вторжении в южные районы Восточной Пруссии и проявленные при этом доблесть и мужество Указом Президиума Верховного Совета от 19 февраля 1945 года награждён орденом «Боевого Красного Знамени».
- 156-й Эльбингский истребительный авиационный полк за образцовое выполнение боевых заданий командования в боях с немецкими захватчиками при овладении городом и военно-морской базой Гдыня и проявленные при этом доблесть и мужество Указом Президиума Верховного Совета от 17 мая 1945 года награждён орденом «Суворова III степени».
- 263-й Померанский истребительный авиационный полк за образцовое выполнение боевых заданий командования в боях с немецкими захватчиками при овладении городами Штеттин, Гартц, Пенкун, Козелов, Шведт и проявленные при этом доблесть и мужество Указом Президиума Верховного Совета от 4 июня 1945 года награждён орденом «Суворова III степени».

## Благодарности Верховного Главнокомандования
За проявленные образцы мужества и героизма Верховным Главнокомандующим дивизии объявлялись более 20 раз благодарности:
- За овладение городом и крепостью Осовец[10]
- За овладение городами Найденбург, Танненберг, Едвабно и Аллендорф[11]
- За овладение городом Алленштайн[12]
- За овладение городом Эльбинг[13]
- За овладение городом и крепостью Гданьск[14]
- За овладение городом Штеттин[15]
- За овладение городами Штральзунд, Гриммен, Деммин, Мальхин, Варен, Везенберг[16]
- За овладение городами Росток и Варнемюнде[17]
- За овладение городами Барт, Бад-Доберан, Нойбуков, Барин, Виттенберге[18]
- За овладение портом и военно-морской базой Свинемюнде[19]
- За овладение островом Рюген[20]

## Отличившиеся воины дивизии
- Егоров Пётр Дмитриевич, полковник, командир 263-го истребительного авиационного полка 215-й истребительной авиационной дивизии 8-го истребительного авиационного корпуса 4-й воздушной армии Указом Президента России 14 апреля 1995 года удостоен звания Герой России. Золотая Звезда Героя России № 144.
- Зелёнкин Михаил Михайлович, старший лейтенант, командир звена 156-го истребительного авиационного полка 215-й истребительной авиационной дивизии 8-го истребительного авиационного корпуса 16-й воздушной армии Указом Президиума Верховного Совета СССР 15 мая 1946 года удостоен звания Герой Советского Союза. Золотая Звезда № 6134.
- Кондрат Емельян Филаретович, полковник, командир 2-го гвардейского истребительного авиационного полка 215-й истребительной авиационной дивизии 14-й воздушной армии Указом Президиума Верховного Совета СССР 1 мая 1943 года удостоен звания Герой Советского Союза. Золотая Звезда № 3780.
- Майоров Александр Иванович, младший лейтенант, заместитель командира эскадрильи 2-го гвардейского истребительного авиационного полка 215-й истребительной авиационной дивизии 2-го истребительного авиационного корпуса 14-й воздушной армии Указом Президиума Верховного Совета СССР 2 сентября 1943 года удостоен звания Герой Советского Союза. Золотая Звезда № 1105.
- Пушкин Николай Петрович, старший лейтенант, заместитель эскадрильи 2-го гвардейского истребительного авиационного полка 215-й истребительной авиационной дивизии 2-го истребительного авиационного корпуса 3-й воздушной армии Указом Президиума Верховного Совета СССР 2 сентября 1943 года удостоен звания Герой Советского Союза. Золотая Звезда № 1115.
- Соболев Афанасий Петрович, капитан, командир 2-го гвардейского истребительного авиационного полка 215-й истребительной авиационной дивизии 2-го истребительного авиационного корпуса 1-й воздушной армии Указом Президиума Верховного Совета СССР 24 августа 1943 года удостоен звания Герой Советского Союза. Золотая Звезда № 1069.
- Турыгин Валерьян Михайлович, майор, командир 813-го истребительного авиационного полка 215-й истребительной авиационной дивизии 8-го истребительного авиационного корпуса 4-й воздушной армии Указом Президиума Верховного Совета СССР 20 марта 1991 года удостоен звания Герой Советского Союза. Золотая Звезда № 11643.

## Статистика боевых действий
За время войны части дивизии выполнили:
| Выполнено боевых самолёто-вылетов | Проведено воздушных боев | Сбито самолётов | Сбито самолёто-снарядов |
| --------------------------------- | ------------------------ | --------------- | ----------------------- |
| 9413                              | 297                      | 386             | 2                       |

## Базирование
| Период            | Аэродромы               |
| ----------------- | ----------------------- |
| 04.1945 — 05.1949 | Пренцлау, Германия      |
| 05.1945 — 07.1945 | Дамгартен, Германия     |
| 07.1945 — 12.1945 | Явоже (Габберт), Польша |